# 221528 Kosztolányi
221528 Kosztolányi è un asteroide della fascia principale interna. Scoperto nel 2006, presenta un'orbita caratterizzata da un semiasse maggiore pari a 2,158505 UA e da un'eccentricità di 0,178917, inclinata di 5,419933° rispetto all'eclittica.
È dedicato a Dezső Kosztolányi, poeta e scrittore ungherese.